# ライノー重装甲車
ライノー重装甲車は、第二次世界大戦中にオーストラリアで設計された装輪装甲車である。枢軸国軍の動向と設計上の問題から、試作段階を越えることはなかった。

## 概要
第二次世界大戦の戦火の拡大から、イギリスは植民地における装甲戦闘車両の需要を満たすことができなくなった。そこでイギリス連邦の各国は自ら装甲戦闘車両を開発するにいたった。
1941年の後期、重装甲車の仕様書がオーストラリア陸軍のAFV開発計画の上層部会議に提出された。2種類の試作車体と砲塔が製作され、1942年には同一の車体で試験された。これらの車輛は過重に悩まされ、1943年には計画が放棄された。
この車輛はCMPトラックのシャーシを利用しており、エンジンにはゼネラルモーターズで生産された後部配置型8446を用いた。同様にカナダ軍のフォックス装甲車でもこの車体が用いられている。車体は30mmの厚みを持つオーストラリア防弾装甲（ABP-3）を前面に装着し、11mmの装甲を側面と後方に装着して装甲された。さらにクルセーダー巡航戦車と同様の砲塔（30mmの全周装甲）を搭載して完成された。兵装はオードナンス QF 2ポンド砲と同軸に7.7mmヴィッカース重機関銃を装備した。
装甲兵員輸送車として先行試作型が1輌作られた。これは車体がオープントップであり砲塔がない。